# Orbach (Lindlar)
Die Ortschaft Orbach mit etwa 30 Einwohnern ist ein Ortsteil der Gemeinde Lindlar, Oberbergischer Kreis, im Regierungsbezirk Köln in Nordrhein-Westfalen (Deutschland).

## Lage und Beschreibung
Orbach liegt im Norden Lindlars an der Grenze zu Wipperfürth. Nachbarorte sind Altenhof, Klemenseichen und Hintermühle.
Südlich von Orbach erhebt sich der Berg Böckel (361,9 m). Nördlich der Ortschaft fließt die Lindlarer Sülz.

## Geschichte
Der Ort wurde 1413 erstmals als „aerbech“ urkundlich erwähnt.

## Wander- und Radwege
- Nördlich der Ortschaft verläuft entlang der Lindlarer Sülz der Verbindungsweg ^8 der Hauptwanderstrecken X9 und X19

## Busverbindungen
Haltestelle Klemenseichen:
- 333 Wipperfürth – Dohrgaul – Frielingsdorf – Engelskirchen Bf. (OVAG)